# Sentiero Frassati Internazionale di Pollone
Der Sentiero Frassati Internazionale di Pollone gehört zu den Pfaden, die im Piemont dem Seligen der römisch-katholischen Kirche Pier Giorgio Frassati gewidmet sind.
Der Pfad beginnt im Ort Pollone, aus dem die Familie Frassati stammt und wo er einen großen Teil seiner Sommerferien verbrachte, und führt bis zum Altar an den Hängen der Muanda, der ihm geweiht ist.

## Geschichte
Im Jubeljahr 2000 wurde der Pfad eingeweiht, den Pier Giorgio zurücklegte, um die Wallfahrtskirche von Oropa vom Haus seiner Familie in Pollone aus zu erreichen.
Der Pfad führt auf dem Rücken des Monte Muanda vorbei am „Tracciolino“ bis zu den Hängen des Monte Mucrone und endet bei einer Poggio Frassati genannten Erhebung, wo in die Felswände hinein ein Altar im Freien errichtet wurde.
Entlang der Strecke finden sich Tafeln, auf denen Gedanken und Überlegungen des Seligen wiedergegeben sind.